# Magda Villarroya
Magda Villarroya es una escritora española. Nació en Valencia donde reside y trabaja. Es licenciada en Derecho.
Entra en el mundo de la literatura a finales del año 2003 con la publicación en calidad de coautora, como autora del texto, del cuento: Descubre la Constitución, sobre la Constitución Española de 1978, edición no venal que le llevó, en el año 2008 a publicar en solitario de la mano de la editorial jurídica Tirant Lo Blanch, otra diferente sobre el mismo tema dirigida al mismo público: El Mundo Mágico de la Constitución Española 
Asimismo es autora del cuento El Mundo Mágico de la Constitución Europea y del incisivo ensayo ¿Eres demócrata o lo pareces? Posteriormente entra en el mundo de la novela, en el año 2006, con Dioses en la Red. Se trata de una novela epistolar donde se conjugan de forma maestra la actualidad virtual y la mitología griega.
Es en el año 2010 cuando publica la obra de gran éxito editorial Tengo tanto sueño que me duermo en los zapatos. De corte costumbrista sobre la sociedad actual en clave de humor que esconde entre sus líneas la polémica de la que la autora suele hacer gala en todo lo que escribe. Un hilarante thriller al mismo tiempo que deja en suspense al lector hasta el final de la obra.
Obtuvo el premio Jaume I en la CXXIV edición de los juegos florales de la ciudad de Valencia de Lo Rat Penat.
Aunque sin duda, sus obras de más relevancia son las dos constituciones con enfoque infantil, únicas en España y muy demandadas en colegios.
En diciembre de 2019, la editorial Olélibros publica su primer libro de poemas inéditos hasta entonces: Las Siete de la Tarde, atendiendo a las demandas de sus lectores.
En noviembre de 2020, la editorial Olélibros inaugura su nuevo sello infantil, Iglú, con una nueva obra pionera en el mundo infantil sobre cuestiones jurídicas: El Mundo Mágico del Estatuto de Autonomía de la Comunidad Valenciana donde la escritora explica el Estatuto valenciano en un libro de aventuras que viven cinco niños de distintas culturas en la época del rey JaumeI y en la Valencia actual.